# Tracy Wright
Tracy Wright (* 7. Dezember 1959 in Toronto; † 22. Juni 2010 ebenda) war eine kanadische Schauspielerin.

## Leben
Wright arbeitete in erster Linie als Theaterschauspielerin und so mit zahlreichen Größen des kanadischen Theaters zusammen. Zu Beginn ihrer Karriere war sie Mitglied der experimentellen Augusta Company mit ihrem langjährigen Lebenspartner und (seit 2008) Ehemann Don McKellar sowie Daniel Brooks und gründete damit ihren Ruf als Institution des progressiven Theaters ihrer Heimatstadt.
Ihre ersten Film- und auch Fernsehauftritte waren 1991; seither spielte sie nahezu 40 Rollen. 2005 gewann sie als Teil des Schauspielerensembles den Chlotrudis Award für Ich und du und alle die wir kennen. Ihre letzte Rolle wurde die der Vic in Trigger. Wright starb im Alter von 50 Jahren an Bauchspeicheldrüsenkrebs.

## Filmografie (Auswahl)
- 1991: Highway 61
- 1995: Wenn die Nacht beginnt (When night is falling)
- 1998: Last Night (Last night)
- 2005: Ich und du und alle die wir kennen (Me and you and everyone we know)
- 2007: All Hat (All Hat)
- 2010: Trigger